# Tramwaje w Libercu

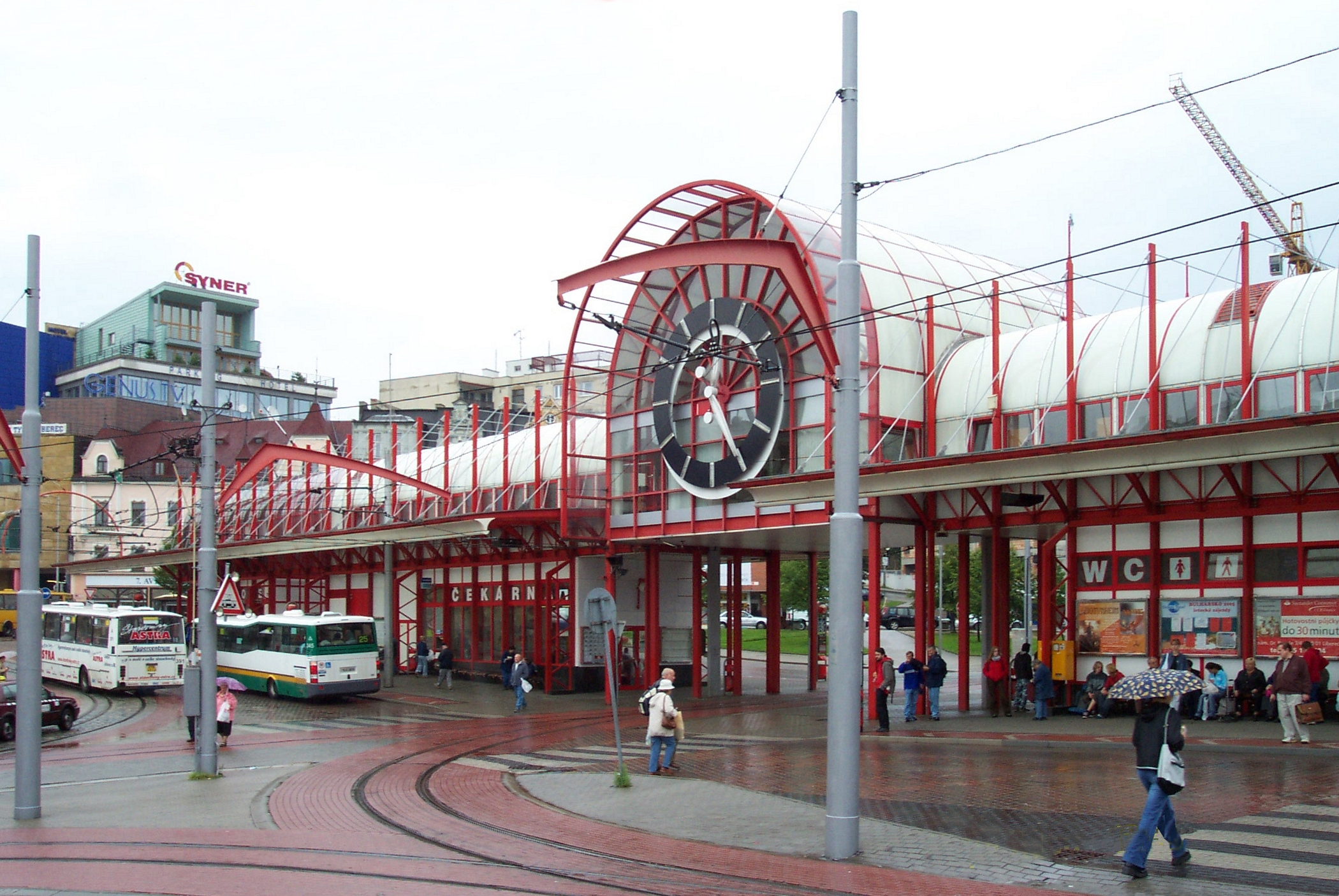
Węzeł przesiadkowy Fügnerova, „serce” libereckiej sieci komunikacyjnej

Tramwaje w Libercu – system tramwajowy w Libercu. System jest jednym z siedmiu znajdujących się na terytorium Czech.
W 2016 r. w mieście funkcjonowały 4 linie dzienne, które zbiegały się w węźle Fügnerova w centrum, oraz jedna linia historyczna. Całkowita długość sieci wynosiła 21,5 km.

## Historia

### Początki
11 września 1894 Rada Miasta Liberec uchwaliła projekt wybudowania sieci elektrycznych tramwajów o rozstawie szyn 1000 mm. Wówczas jedyna linia tramwaju elektrycznego na terytorium ówczesnych Czech istniała w Pradze (linia Františka Křižíka na wzgórze Letna). Budowa rozpoczęła się w kwietniu 1897 r., w trzy miesiące później torowisko było ukończone, zaś 25 sierpnia tego roku miało miejsce uroczyste otwarcie. Wozy pierwszej linii kursowały pomiędzy dworcem kolejowym (kraniec Nádraží) a parkiem miejskim i ogrodami: zoologicznym i botanicznym (kraniec Městský lesík). Od listopada 1897 r. trasa została ostatecznie wydłużona do krańca Lidové Sady (Volksgarten).
W 1899 r. uruchomiono nową linię do Rochlic (Röchlitz), na początku XX wieku zaś tory do Růžodolu (Rosenthal, dziś część miejscowości Kořenov) i Horní Hanychowa (Oberhanichen, 1912, dziś dzielnica Liberca). W 1906 r., w związku z niemiecko-czeską wystawą, powstał specjalny, prowizoryczny odcinek linii, który po zakończeniu wystawy zdemontowano. Do 1914 r. do miasta przybyły 32 wagony motorowe i 8 doczepnych.

### I wojna światowa
Rozwój sieci przerwała I wojna światowa. Wielu pracowników powołano do wojska, co znacznie osłabiło komunikację. Tramwaje służyły także do przewożenia rannych żołnierzy z dworca kolejowego do miejskich szpitali (od 29 listopada 1914). Pod koniec lipca 1915, ze względu na brak mężczyzn do pracy, do przedsiębiorstwa tramwajowego przyjęto pierwsze kobiety.

### Okres międzywojenny
Tabor został poszerzony o 10 wozów ze Studénki oraz 7 kolejnych z Czeskiej Lipy. 13 grudnia 1924 istniały następujące linie:
- Nádraží (dworzec kolejowy) – Lidové sady
- (Lidové sady – Pekárny po skróceniu 1934)
- Rochlice – Růžodol
- Soukenné náměstí – Horní Hanychov

### Doba socjalizmu

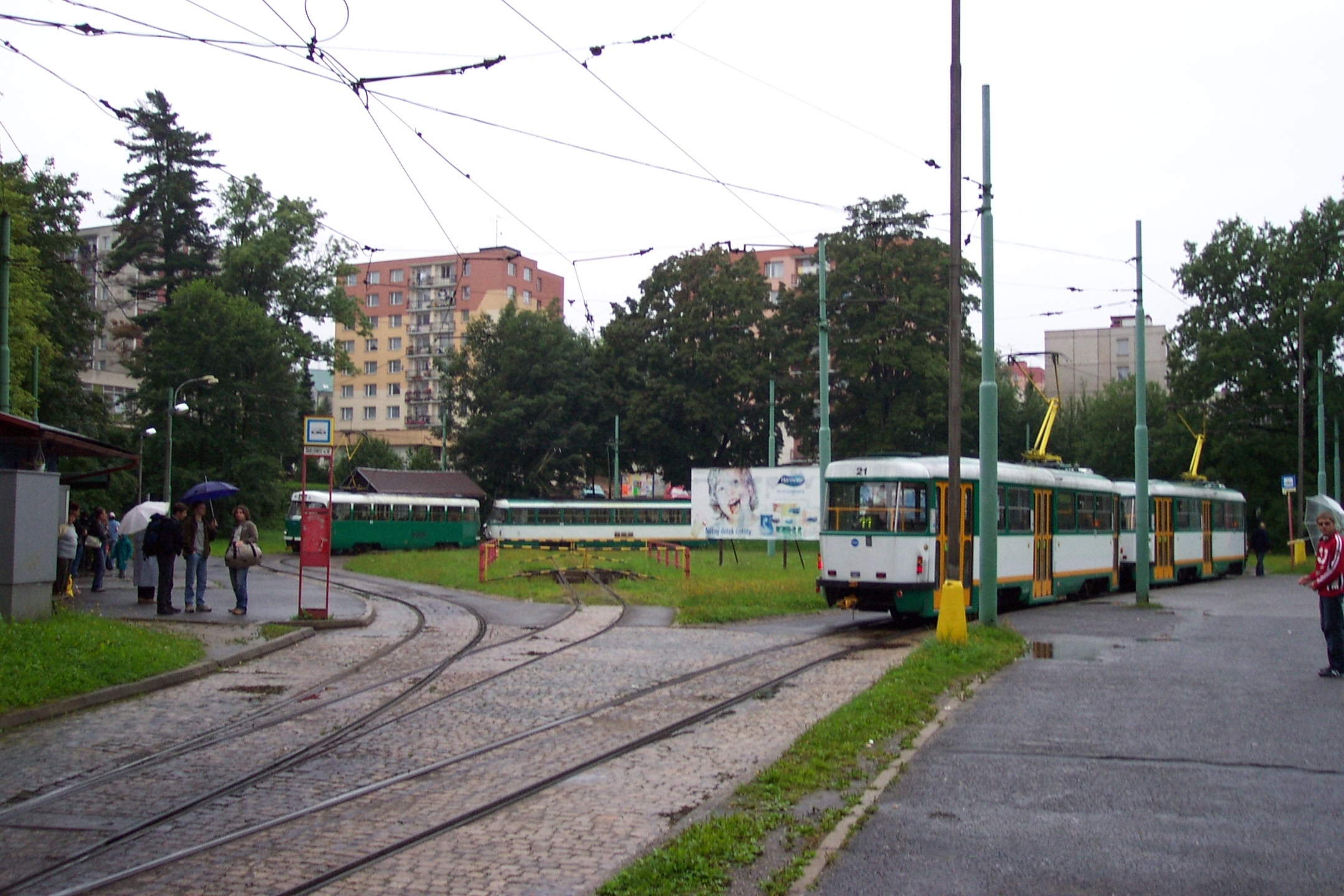
Pętla tramwajów z Liberca w Jabloncu nad Nysą

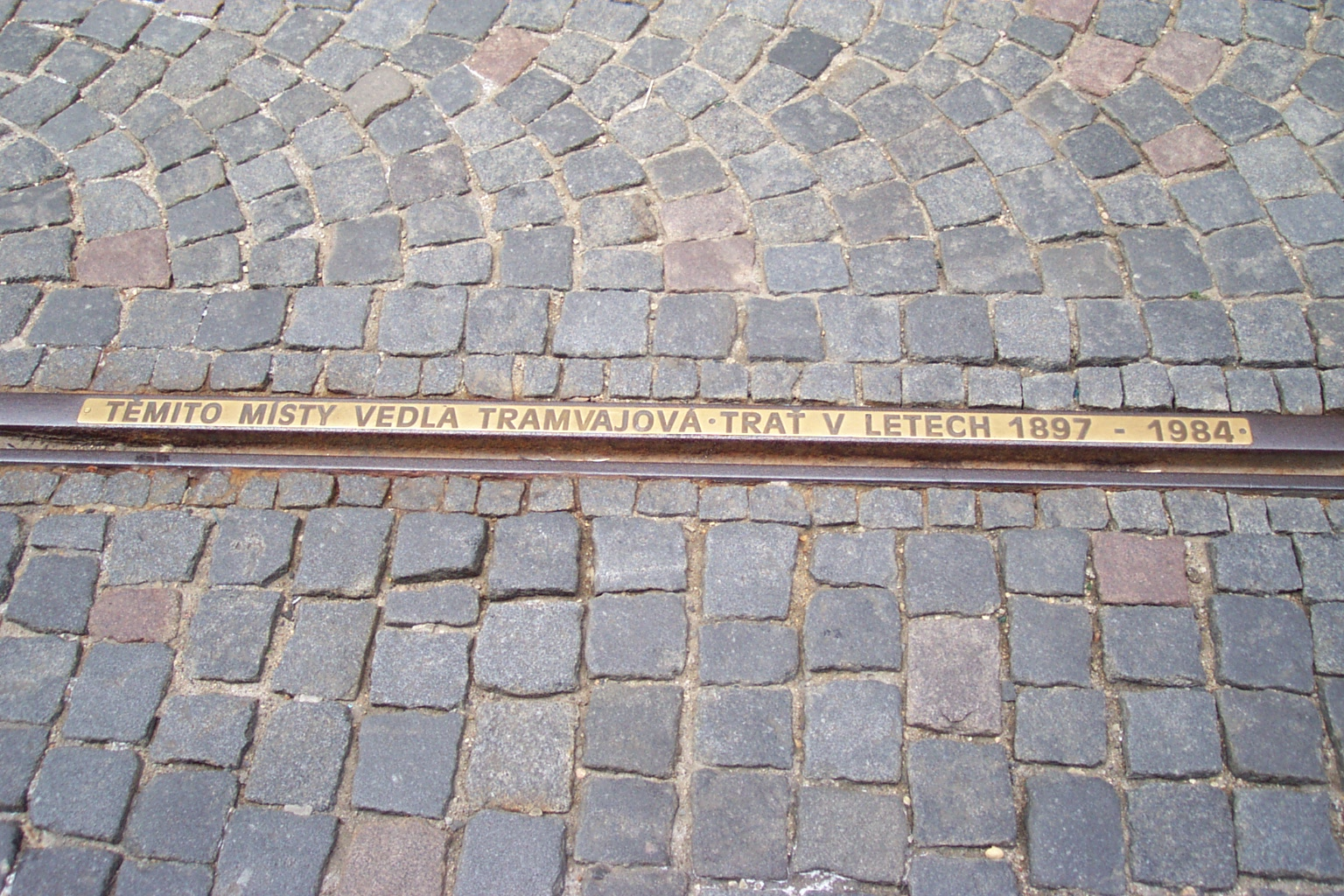
Pamiątkowa szyna w ul. Praskiej, przypominająca likwidację jednokierunkowej linii (odcinek linii w przeciwnym kierunku znajdował się w ul. Moskiewskiej)

Najważniejszym wydarzeniem mającym miejsce po II wojnie światowej w libereckiej komunikacji tramwajowej było uruchomienie w 1955 liczącej 12 km linii międzymiastowej do Jablonca nad Nysą. 31 października 1960 zlikwidowano linie do Rochlic i Růžodolu. W latach 70. gruntownie wyremontowano międzymiastową trasę do Jablonca. Następnie zlikwidowano pętlę w pobliżu centrum Jablonca, a trasę skrócono do nowej pętli w ul. Paryskiej. W 1984 przełożono obie jednotorowe trasy w centrum do obecnej lokalizacji (w ulicy Praskiej umieszczono wówczas pamiątkową szynę). Pod koniec lat 80. w związku z problemami z dostawą nowych pojazdów uwidoczniła się konieczność zmiany rozstawu szyn z 1000 na 1435 mm, identycznego z obecnym we wszystkich miastach (oprócz Bratysławy) ówczesnej Czechosłowacji.

### Lata 1990.
Lata 1990. i pierwsza połowa lat 2000. upłynęły pod znakiem prac nad modernizacją – zmianą rozstawu torów – na liniach miejskich. Przebudowa torowisk trwała, podzielona na kilka etapów. Przebudowywane wówczas odcinki torów otrzymały trzy szyny, co umożliwiło eksploatację na nich także tramwajów wąskotorowych (przejeżdżających przez miasto podczas wyjazdów i zjazdów do zajezdni). 14 sierpnia 1998 pierwsze tramwaje o rozstawie 1435 mm wyruszyły na trasę Lidové Sady – Viadukt. Jednocześnie, zamknięto do przebudowy dalszą część trasy miejskiej, uruchamiając odcinek do Dolnego Hanychowa w 2001, a do Górnego Hanychowa w 2005.
Wcześniej, w 1995 r. na ul. Fügnera w ramach przebudowy otwarto nowoczesny węzeł przesiadkowy, który stał się symbolem libereckiej komunikacji.

## Współczesna sieć
Współczesna sieć libereckich tramwajów składa się z trasy miejskiej Horní Hanychov – Lidové sady oraz trasy międzymiastowej z Liberca (Fügnerova) przez Vratislavice nad Nysą do Jablonca nad Nysą. Między przystankami Soukenným náměstím a Nádražím zlokalizowana jest, dziś już zmodernizowana, zajezdnia tramwajowa Rybníček.
Rozważano także przedłużenie trasy na Górnym Hanychowie do stacji kolejki linowej na Ještěd i wybudowanie nowej linii tramwajowej do Rochlic. Plany te stanowiły główne priorytety wielu libereckich stronnictw politycznych przed wyborami samorządowymi w roku 2006.

## Linie
| Linia | Trasa |
| ----- | --- |
|       | Lidové sady-ZOO ↔ Dolní Hanychov Riegrova – Botanická zahrada – Muzeum-Galerie Lázně – Průmyslová škola – Ul. 5. května – Šaldovo náměstí – Fügnerova – Rybníček – Nádraží – Viadukt – Krkonošská – Staré Pekárny – Vápenka – Janův Důl – Kubelíkova |
|       | Lidové sady-ZOO ↔ Horní Hanychov Riegrova – Botanická zahrada – Muzeum-Galerie Lázně – Průmyslová škola – Ul. 5. května – Šaldovo náměstí – Fügnerova – Rybníček – Nádraží – Viadukt – Krkonošská – Staré Pekárny – Vápenka – Janův Důl – Kubelíkova – Dolní Hanychov – Malodoubská – Hanychov kostel – Spáleniště                                                           |
|       | Rybníček ↔ Vratislavice nad Nisou, výhybna Fügnerova – Mlýnská – Textilana – U Lomu – Nová Ruda – Sídl. Nové Vratislavice – Pivovarská – Lékárna – Vratislavice nad Nisou, kostel |
|       | Viadukt ↔ Jablonec nad Nisou, Tyršovy sady Nádraží – Rybníček – Fügnerova – Mlýnská – Textilana – U Lomu – Nová Ruda – Sídl. Nové Vratislavice – Pivovarská – Lékárna – Vratislavice nad Nisou, kostel – Vratislavice nad Nisou, výhybna – Kyselka – Za Tratí – Proseč nad Nisou, pošta – Proseč nad Nisou, výhybna – Nový Svět – Zelené údolí – Měnírna -Brandl – Liberecká |

## Tabor
| Zdjęcie      | Typ      | Modyfikacje i podtypy | Lata dostaw | Liczba (2019) |
| ------------ | -------- | --------------------- | ----------- | ------------- |
| Tatra T3R.PV | Tatra T3 |                       |             |               |
| Tatra T3R.PV | Tatra T3 | T3                    | 1965–1976   | 2             |
| Tatra T3R.PV | Tatra T3 | Tatra T3SU            | 1982        | 5             |
| Tatra T3R.PV | Tatra T3 | Tatra T3SUCS          | 1986–1987   | 4             |
| Tatra T3R.PV | Tatra T3 | Tatra T3M.04          | 1996–1999   | 19            |
| Tatra T3R.PV | Tatra T3 | Tatra T3R.P           | 2003–2005   | 5             |
| Tatra T3R.PV | Tatra T3 | Tatra T3R.PV          | 2003-2008   | 12            |
| Tatra T3R.PV | Tatra T3 | Tatra T3R.PLF         | 2005–2007   | 12            |
| Tatra T3R.PV | Tatra T3 | Tatra T3R.SLF         | 2014–2019   | 10            |
| EVO2         | EVO2     | EVO2                  | 2012        | 1             |

W Libercu stacjonują także dwa historyczne wozy: ex. nr 78 (oryginalnie z Uścia nad Łabą) oraz jabłoniecki tramwaj 6MT ex. nr 117, który jest wypożyczony na dłuższy okres z Muzeum Technicznego w Brnie.